# Zygmunt Surowiec
Zygmunt Surowiec (ur. 3 grudnia 1920 w Podlesicach, zm. 6 marca 2008 w Warszawie) – polski działacz ludowy i polityczny, prawnik, sekretarz Rady Państwa (1985–1989), poseł na Sejm PRL V, VI, VII, VIII i IX kadencji.

## Życiorys
Syn Józefa i Magdaleny. W 1952 ukończył studia na Wydziale Prawa Uniwersytetu Wrocławskiego. Od 1940 był członkiem Stronnictwa Ludowego (początkowo „Rocha”, potem „lubelskiego”), następnie Zjednoczonego Stronnictwa Ludowego, należał także do władz obu partii ludowych – członek Rady Naczelnej SL (1946–1949), członek Rady Naczelnej ZSL (1949–1956), zastępca członka Naczelnego Komitetu ZSL (1964–1969), członek NK ZSL (1969–1984 i 1986–1989), kierownik Wydziału Propagandy NK ZSL (1969), sekretarz NK ZSL (1969–1972), członek Sekretariatu NK ZSL (1972–1981), sekretarz Komitetu Wojewódzkiego SL i ZSL we Wrocławiu (1948–1951).
Podczas okupacji niemieckiej uczestnik ruchu oporu (Bataliony Chłopskie), w latach 1945–1946 pracował w Wojewódzkim Urzędzie Informacji i Propagandy w Szczecinie, był także działaczem młodzieżowym (sekretarz zarządu wojewódzkiego Związku Młodzieży Wiejskiej RP Wici w Szczecinie w latach 1947–1948). W latach 1951–1956 pracował w Dyrekcji Budowy Osiedli Robotniczych we Wrocławiu, w latach 1956–1969 zastępca przewodniczącego Prezydium Wojewódzkiej Rady Narodowej we Wrocławiu. W latach 1972–1977 prezes zarządu Ludowej Spółdzielni Wydawniczej.
W latach 1976–1983 sekretarz Ogólnopolskiego Komitetu Frontu Jedności Narodu, w latach 1985–1989 sekretarz Rady Państwa. W latach 1974–1990 członek Rady Naczelnej Związku Bojowników o Wolność i Demokrację. Był również członkiem Rady Ochrony Pomników Walki i Męczeństwa (od 1988 Rada Ochrony Pamięci Walk i Męczeństwa). Należał do Ligi Obrony Kraju, Polskiego Komitetu Pomocy Społecznej i Polskiego Związku Łowieckiego.
W latach 1969–1989 był posłem na Sejm PRL V, VI, VII, VIII i IX kadencji, w Sejmie VIII kadencji przewodniczył Komisji Spraw Wewnętrznych i Wymiaru Sprawiedliwości (1980–1985).
Pochowany wraz z żoną Anną Marią Surowiec (1923–2011) na Cmentarzu Wojskowym na Powązkach w Warszawie (kwatera FII-13 (urnowy)-7).

## Odznaczenia
- Krzyż Komandorski z Gwiazdą Orderu Odrodzenia Polski (2000)[3]
- Order Sztandaru Pracy I klasy
- Krzyż Walecznych
- Krzyż Partyzancki
- Medal 10-lecia Polski Ludowej (1955)[4]
- Medal 30-lecia Polski Ludowej
- Brązowy Medal „Za zasługi dla obronności kraju”
- Honorowy Żeton Zasługi „Złom” Polskiego Związku Łowieckiego (1986)[5]
- Medal „Za zasługi dla ruchu ludowego” (1984)[6]
- Odznaka honorowa „Za zasługi w rozwoju województwa koszalińskiego” (1970)[7]